# Olen Steinhauer

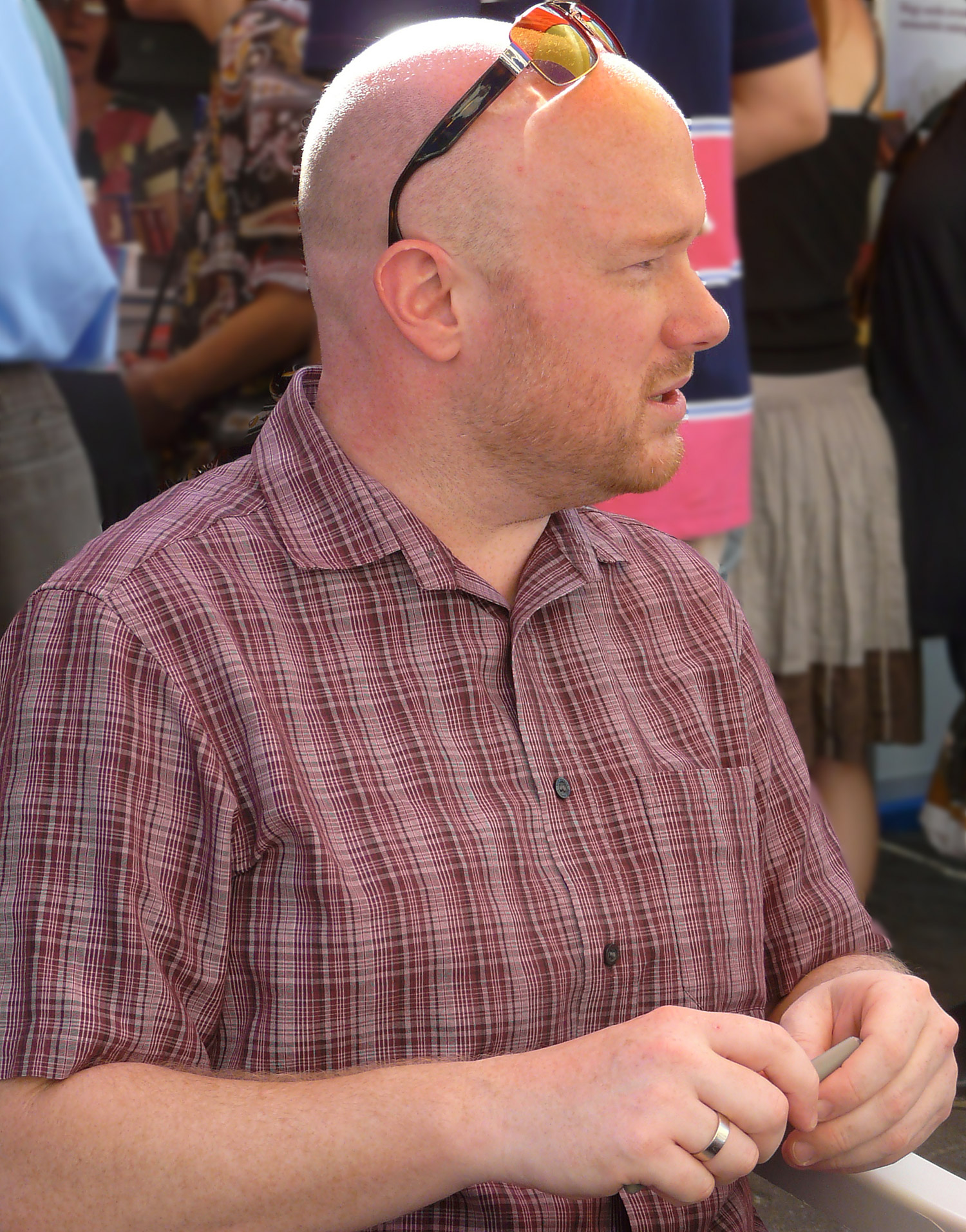
Olen Steinhauer (2010)

Olen Steinhauer (* 21. Juni 1970 in Baltimore) ist ein amerikanischer Schriftsteller. Er schreibt hauptsächlich Spionage-Thriller.

## Leben und Werk
Steinhauer wuchs in Virginia auf, studierte an der University of Pennsylvania in Lock Haven, an der University of Texas at Austin und machte einen Abschluss in Creative Writing am Emerson College in Boston. 2003 erschien der erste Teil seiner fünfteiligen Roman-Reihe über die Entwicklung eines fiktiven osteuropäischen Staates im Kalten Krieg. Dieser sogenannten Yalta-Boulevard-Serie folgte eine Trilogie von Spionage-Thrillern um den Agenten Milo Weaver. 
Laut Tobias Gohlis hat Steinhauer mit der Figur des „Touristen“ Milo Weaver einen Spion neuen Typs erfunden, der nach den Terroranschlägen vom 11. September 2001 und dem Zusammenbruch alter Freund-Feind-Konzepte als globalisierter Einzelkämpfer agiert, während im Backoffice so genannte „Reiseberater“ die Pläne aushecken. Er führe den Leser damit in ein „Post-Le Carré-Land“, das den Leser, anders als die Spionageromane des Altmeisters John le Carré, aus den Strukturen des Kalten Kriegs hinausführe zu einem „Politthriller von morgen“.
2009/10 war Steinhauer Picador-Gast-Professor für Literatur am Institut für Amerikastudien der Universität Leipzig.
Der 2014 erschienene Roman Die Kairo-Affäre spielt vor dem Hintergrund der Revolution in Ägypten 2011 und des Arabischen Frühlings. Im Mittelpunkt steht eine Diplomatenfrau, die laut Gohlis stellvertretend für eine Generation von Amerikanern den naiven Glauben an die Überlegenheit des eigenen Wertesystems büßen muss. Was den Roman für Marcus Müntefering auszeichnet, ist der „menschliche Faktor“ nach einem Titel Graham Greenes: Indem er von Menschen erzählt, die das Richtige tun wollen, ohne noch zu wissen, was das ist, und dadurch angreifbar und verführbar werden, erzähle er „von unser aller Leben“.
Steinhauer schuf die Spionage-Serie Berlin Station, die von 2016 bis 2019 vom amerikanischen Fernsehsender Epix ausgestrahlt wurde. In ihrem Mittelpunkt stand die Residentur des Auslandsnachrichtendienstes CIA in Berlin.
Olen Steinhauer lebt mit seiner Frau und seiner Tochter in New York und Ungarn.

## Werke

### Die Yalta-Boulevard-Reihe
- 2003 The Bridge of Sighs
- 2004 The Confession
- 2005 36 Yalta Boulevard
- 2006 Liberation Movements
- 2007 Victory Square

### Die Milo-Weaver-Trilogie
- 2009 The Tourist
  - Der Tourist, dt. von Friedrich Mader, Heyne, München 2010, ISBN 978-3-453-26610-0.
- 2010 The Nearest Exit
  - Last Exit, dt. von Friedrich Mader, Heyne, München 2011, ISBN 978-3-453-26702-2.
- 2012 An American Spy
  - Die Spinne, dt. von Friedrich Mader, Heyne, München 2013, ISBN 978-3-453-26821-0.

### Andere
- 2014 The Cairo Affair
  - Die Kairo-Affäre, dt. von Rudolf Hermstein, Blessing, München 2014, ISBN 978-3-89667-519-4.[5]
- 2015 All the Old Knives
  - Der Anruf, dt. von Friedrich Mader, Blessing, München 2016. ISBN  978-3-89667-554-5